# Zengpiyan
Zengpiyan és una cultura neolítica xinesa del sud del país. Rep el nom de la cova homònima on s'han trobat més restes d'aquesta comunitat, datades entre el 9000 aC i el 7500 aC. Els seus habitants usaven eines de pedra polida, fletxes i arpons i incloïen a la seva dieta cargols en abundància. Justament a partir de les closques barrejades amb fang cuit van crear una primitiva terrissa, entre les més antigues de la regió. S'ha suggerit que podrien haver domesticat animals, sense que les proves trobades siguin concloents. La cova funcionava com a refugi d'hivern i com a lloc d'enterrament i va ser abandonada per les freqüents inundacions que va començar a patir amb el canvi climàtic neolític.